# Adam Friedrich von Lindenau
Adam Friedrich von Lindenau († 31. Juli 1784 in Lauchstädt) war ein kurfürstlich-sächsischer Amtshauptmann, Landschaftsdeputierter bei der Steuerkreditkasse in Leipzig und Besitzer mehrerer Rittergüter.

## Leben
Er stammte aus der meißnisch-sächsischen Uradelsfamilie von Lindenau mit dem gleichnamigen Stammsitz in Lindenau bei Leipzig.
Nach dem Tod seines Vaters wurde er Besitzer des Rittergutes Ammelshain bei Naunhof im Erbamt Grimma. Doch geriet dieses Gut unter seiner Leitung zunehmend in Geldprobleme und er sah sich gezwungen, mehrere Hypotheken aufzunehmen. Obwohl er als Amtshauptmann in der benachbarten Amtsstadt Grimma über ein nicht unbeträchtliches finanzielles Einkommen verfügte, vermochte Adam Friedrich von Lindenau es nicht, alle Schulden zu tilgen. So blieb ihm nur noch der Verkauf. Für die Summe von 36.000 Talern verkaufte er das Rittergut Ammelshain Ende 1749 an den Kammerjunker Ernst Ludwig von Wilcke. Als schriftsässiger Besitzer dieses Rittergutes nahm er allerdings an den kursächsischen Landtagen von 1711 bis 1742 teil: 1711, 1716, 1718 und 1742 als Vertreter der Allgemeinen Ritterschaft, 1722 und 1725 im Weiteren Ausschuss.
1772 besaß er das bei Teuchern gelegene Rittergut Tackau.
Adam Friedrich von Lindenau erwarb bei der Versteigerung des Ritterguts Reuden dasselbe im Jahre 1771 vom verschuldeten Leutnant Heinrich Ernst von Etzdorff für 13.000 Gulden. Die beiden Brüder Johann August von Lindenau (kursächsischer Appellationsrat, lebte in Altenburg und war Besitzer von Windischleuba) und Gottlob Heinrich von Lindenau (Jagdpage) setzte er als Mitbelehnte seiner neuerworbenen Rittergutes ein. Sie waren die Kinder von Johann George von Lindenau.
Er starb während einer Badekur in Lauchstädt im Sommer 1784. Verheiratet war er in zweiter Ehe mit Henriette Philippine Dorothea geb. von Zengen. Mit ihr hatte er die drei Kinder:
1. Eleonore Christiane Friederica (* 25. September 1771 in Mutzschau bei Wildschütz)
2. Friedrich Carl Christian (* 22. Februar 1769 in Mutzschau)
3. Adam Friedrich August (* 13. März 1770 in Mutzschau)